# Ceramica Flaminia (equip ciclista)
El Ceramica Flaminia va ser un equip ciclista italià, i posteriorment amb llicència irlandesa de ciclisme en ruta que va competir de 2004 a 2010. El 2011 es va unir amb l'equip també irlandès del De Rosa-Stac Plastic creant així el De Rosa-Ceramica Flaminia.
El 2005 va tenir categoria continental, i el 2006 va adquirir la continental professional

## Principals resultats
- Tour de Finisterre: Daniele Balestri (2004)
- Giro del Medio Brenta: Manuele Spadi (2005), Maurizio Biondo (2007)
- Gran Premi Nobili Rubinetterie: Aliaksandr Kutxinski (2006)
- Memorial Oleg Diatxenko: Paolo Longo Borghini (2006)
- Volta al Districte de Santarém: Maurizio Biondo (2008)
- Gran Premi de la vila de Rennes: Mikhaylo Khalilov (2008)
- Gran Premi de la Indústria i el Comerç de Prato: Mikhaylo Khalilov (2008)
- Memorial Cimurri: Mikhaylo Khalilov (2008)
- Coppa Sabatini: Mikhaylo Khalilov (2008), Riccardo Riccò (2010)
- Tour de Drenthe: Maurizio Biondo (2009)
- Brixia Tour: Giampaolo Caruso (2009)
- Volta a Àustria: Riccardo Riccò (2010)
- Tour de Drenthe: Enrico Rossi (2010)

### A les grans voltes
- Giro d'Itàlia
  - 0 participacions

- Tour de França
  - 0 participacions

- Volta a Espanya
  - 0 participacions

## Classificacions UCI

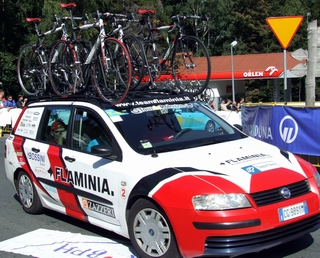
Cotxe de l'equip al 2006

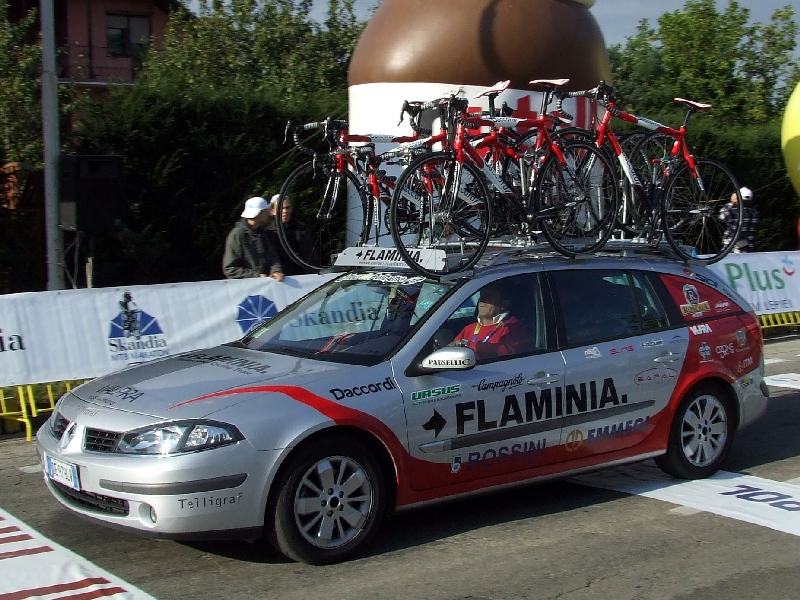
Cotxe de l'equip al 2007

Fins al 1998 els equips ciclistes es trobaven classificats dins l'UCI en una única categoria. El 1999 la classificació UCI per equips es dividí entre GSI, GSII i GSIII. D'acord amb aquesta classificació els Grups Esportius I són la primera categoria dels equips ciclistes professionals. La següent classificació estableix la posició de l'equip en finalitzar la temporada.
| Temporada | Classificació per equips | Millor ciclista en la classificació individual |
| --------- | ------------------------ | ---------------------------------------------- |
| 2004      | 15è (GSIII)              | Mikhaylo Khalilov (406è)                       |

A partir del 2005, l'equip participa en els Circuits continentals de ciclisme.
UCI Amèrica Tour
| Temporada | Classificació per equips | Millor ciclista en la classificació individual |
| --------- | ------------------------ | ---------------------------------------------- |
| 2008      | 42è                      | Tomasz Marczyński (23è)                        |
| 2009      | 40è                      | Diego Nosotti (47è)                            |

UCI Àsia Tour
| Temporada | Classificació per equips | Millor ciclista en la classificació individual |
| --------- | ------------------------ | ---------------------------------------------- |
| 2010      | 30è                      | Daniele Colli (51è)                            |

UCI Europa Tour
| Temporada | Classificació per equips | Millor ciclista en la classificació individual |
| --------- | ------------------------ | ---------------------------------------------- |
| 2005      | 38è                      | Krzysztof Szczawinski (75è)                    |
| 2006      | 22è                      | Aliaksandr Kutxinski (42è)                     |
| 2007      | 28è                      | Mikhaylo Khalilov (25è)                        |
| 2008      | 7è                       | Mikhaylo Khalilov (3r)                         |
| 2009      | 10è                      | Giampaolo Caruso (15è)                         |
| 2010      | 14è                      | Enrico Rossi (10è)                             |

El 2009 l'equip Ceramica Flaminia fou un dels que va participar en el Calendari mundial UCI.
| Temporada | Classificació per equips | Millor ciclista en la classificació individual |
| --------- | ------------------------ | ---------------------------------------------- |
| 2009      | 27è                      | Enrico Rossi (120è)                            |